# Staatstheater Nürnberg

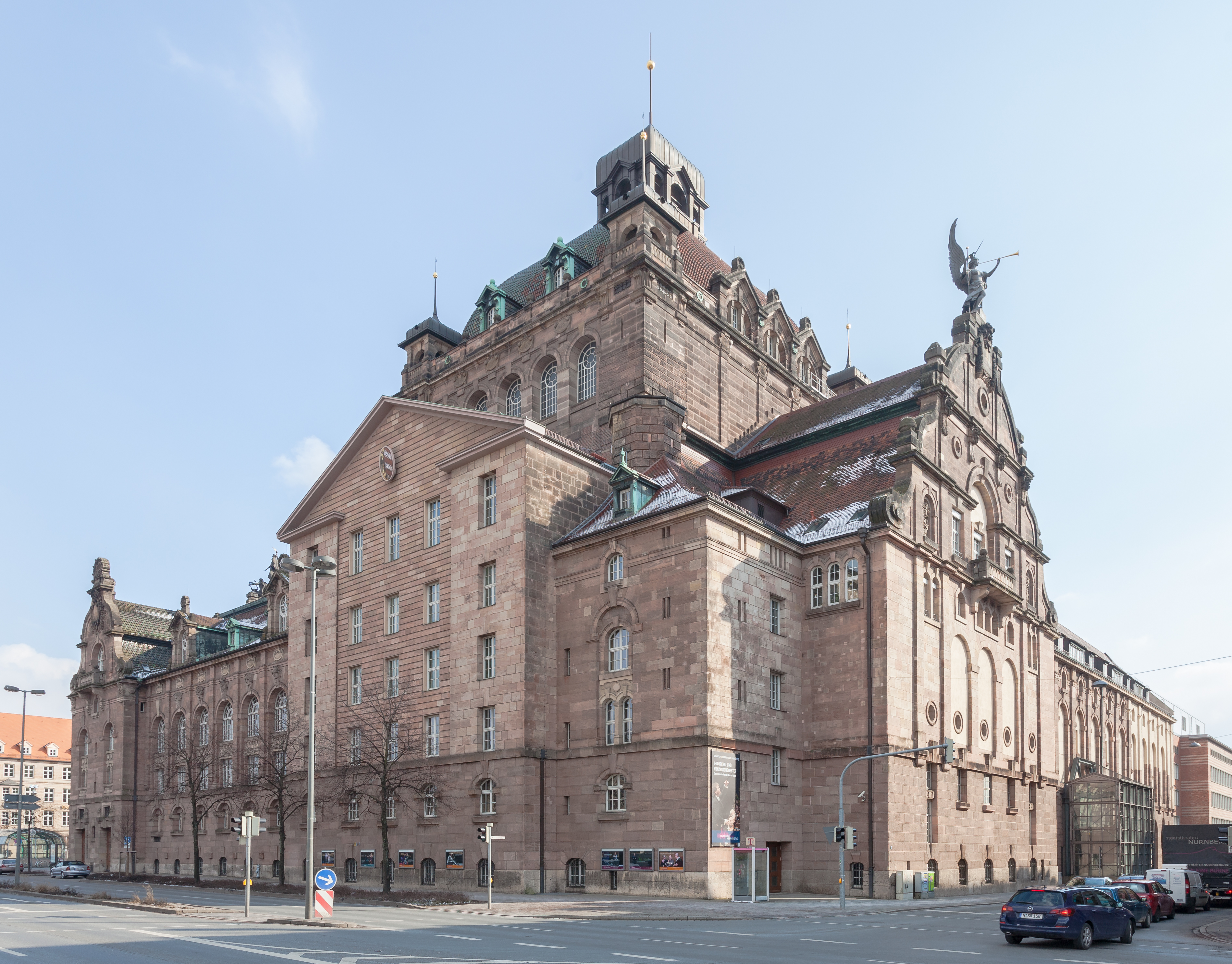
Staatstheater Nürnberg, Opera house)

La Staatstheater Nürnberg è una compagnia teatrale tedesca di Norimberga, in Baviera. Il teatro è uno dei quattro teatri statali bavaresi e presenta opere, commedie, balletti e concerti. Fino al 1º gennaio 2005 era la Städtische Bühnen Nürnberg (palcoscenici comunali).

## Storia
La sua sede principale, il teatro dell'opera (Opernhaus Nürnberg), è uno dei più grandi teatri tedeschi. Fu costruito dal 1903 al 1905 in stile Art Nouveau dall'architetto Heinrich Seeling. Altri locali sono il teatro drammatico (Schauspielhaus Nürnberg) compresi i piccoli palchi Kammerspiele e BlueBox, e la Meistersingerhalle dove si tengono i concerti dell'orchestra (la Staatsphilharmonie Nürnberg).
Dal 2018, il Generalmusikdirektorin della compagnia (Direttore generale della musica) è Joana Mallwitz. Il suo contratto iniziale, annunciato nell'ottobre 2017, è di 5 anni. È la prima direttrice donna ad essere nominata GMD dell'azienda.

## Direttori musicali generali
- Ferdinand Wagner (1923–1925)
- Bertil Wetzelsberger (1925–1938)
- Alfons Dressel (1938–1946)
- Rolf Agop (1946–1948)
- Alfons Dressel (1948–1955)
- Erich Riede (1956–1964)
- Hans Gierster (1965–1988)
- Christian Thielemann (1988–1992)
- Eberhard Kloke (1993–1998)
- Philippe Auguin (1998–2005)
- Christof Prick (2006–2011)
- Marcus Bosch (2011–2018)
- Joana Mallwitz (2018–oggi)